# 小行星2563
小行星2563（2563 Boyarchuk）是一颗绕太阳运转的小行星，为主小行星带小行星。该小行星于1977年3月22日发现。
該小行星以俄羅斯天文學家亞歷山大·波亞丘克命名。

## 轨道参数
小行星2563的轨道半长轴为3.1954105 UA，离心率为0.140。